# Pemphredon inornata
Pemphredon inornata är en stekelart som beskrevs av Thomas Say 1824. Pemphredon inornata ingår i släktet Pemphredon, och familjen Crabronidae. Arten är reproducerande i Sverige.